# Glynn Griffiths
Glynn Griffiths es un deportista zimbabuense que compitió en natación adaptada. Ganó dos medallas en los Juegos Paralímpicos de Tel Aviv 1968.

## Palmarés internacional
| Representando a Rodesia del Sur |                   |                   |                                 |
| Juegos Paralímpicos             |                   |                   |                                 |
| Año                             | Lugar             | Medalla           | Prueba                          |
| 1968                            | Tel Aviv (Israel) | Medalla de plata  | 25 m braza incompleta clase 1   |
| 1968                            | Tel Aviv (Israel) | Medalla de bronce | 25 m espalda incompleta clase 1 |